# باول روذرفورد
باول روذرفورد (بالإنجليزية: Paul Rutherford)‏ (10 يوليو 1987 في المملكة المتحدة - ) هو لاعب كرة قدم بريطاني في مركز الوسط. لعب مع نادي ساوثبورت ونادي تشستر سيتي ونادي بارو.

## وصلات خارجية
- باول روذرفورد على موقع قاعدة بيانات كرة القدم.إي يو (الإنجليزية)
- باول روذرفورد على موقع Soccerbase.com (لاعب) (الإنجليزية)
- باول روذرفورد على موقع Soccerway.com (الإنجليزية)